# 佐野町 (兵庫県)
佐野町（さのちょう）は、兵庫県津名郡にあった町。現在の淡路市佐野・興隆寺にあたる。本項では町制前の名称である佐野村（さのむら）についても述べる。

## 地理
- 海洋：大阪湾
- 山岳：妙見山
- 河川：佐野川

## 歴史
- 1889年（明治22年）4月1日 - 町村制の施行により、佐野村・興隆寺村の区域を以って津名郡佐野村が発足。
- 1928年（昭和3年）11月1日 - 佐野村が町制施行して佐野町となる。
- 1955年（昭和30年）4月1日 - 生穂町・志筑町・大町村・塩田村・中田村と合併して津名町が発足。同日佐野町廃止。

## 交通

### 道路
- 国道28号